# SBC News6
『SBC News6』（エスビーシー ニュースシックス）は、2008年3月31日から2009年3月27日まで信越放送（SBCテレビ）で平日夕方に生放送されていた報道番組である。番組タイトルロゴは、実際には「SBC NEWS6」と大文字表記だった。略称は「N6」（エヌロク）。

## 概要
2008年4月にSBCが帯番組の大幅な番組改編を行った際に立ち上げられた夕方の報道番組である。前番組『NEWS キャッチ!』から引き続き丸山隆之（SBC記者、元アナウンサー）と中澤佳子（SBCアナウンサー）、松元梓（気象予報士）が出演していた。同時にネットが開始された『イブニング・ファイブ』（月曜 - 金曜 16:52 - 17:50）と合わせ、「夕方は報道のSBC」と謳っていた。
2009年3月からTBSが『総力報道!THE NEWS』を開始させるのに伴い、番組は同年3月27日放送分をもって終了。後番組は『総力報道!THE NEWS SBC』で、TBS発『総力報道』の内包番組となった。

## 放送時間
- 月曜 - 金曜 18:16 - 18:55（2008年3月 - 2009年3月） - 実質的にはCMを1分間挿み、18:17からスタートしていた。

## 出演者

### キャスター
- 丸山隆之（SBC記者・ニュースデスク）
- 中澤佳子（SBCアナウンサー）

### 気象予報士
- 松元梓（気象予報士）

## 過去の出演者
- 牛山美耶子（SBCアナウンサー、月曜日 - 水曜日）
- 久保田祥江（当時SBCアナウンサー、木曜日・金曜日）
  - 中澤が産休を取っていた2008年6月19日から同年11月14日までキャスターを代行していた。

## 備考
- テロップやスタジオセットなどは、前番組『NEWS キャッチ!』と比べて全体的に青色と赤色を基調にしたデザインだった。
- 番組開始時から『イブニング・ファイブ』との意匠の統一を目指している点がいくつか見られ、オープニングCGには『イブニング・ファイブ』の「e」ロゴが挿入されていた。また、テロップに使用する主なフォントも、『イブニング・ファイブ』で使用されているニューロダンだった。ただし、番組自体は内包されておらず、完全に独立した番組である。
- 番組制作協力は同局の大株主でもある信濃毎日新聞。